# Chaim Boger

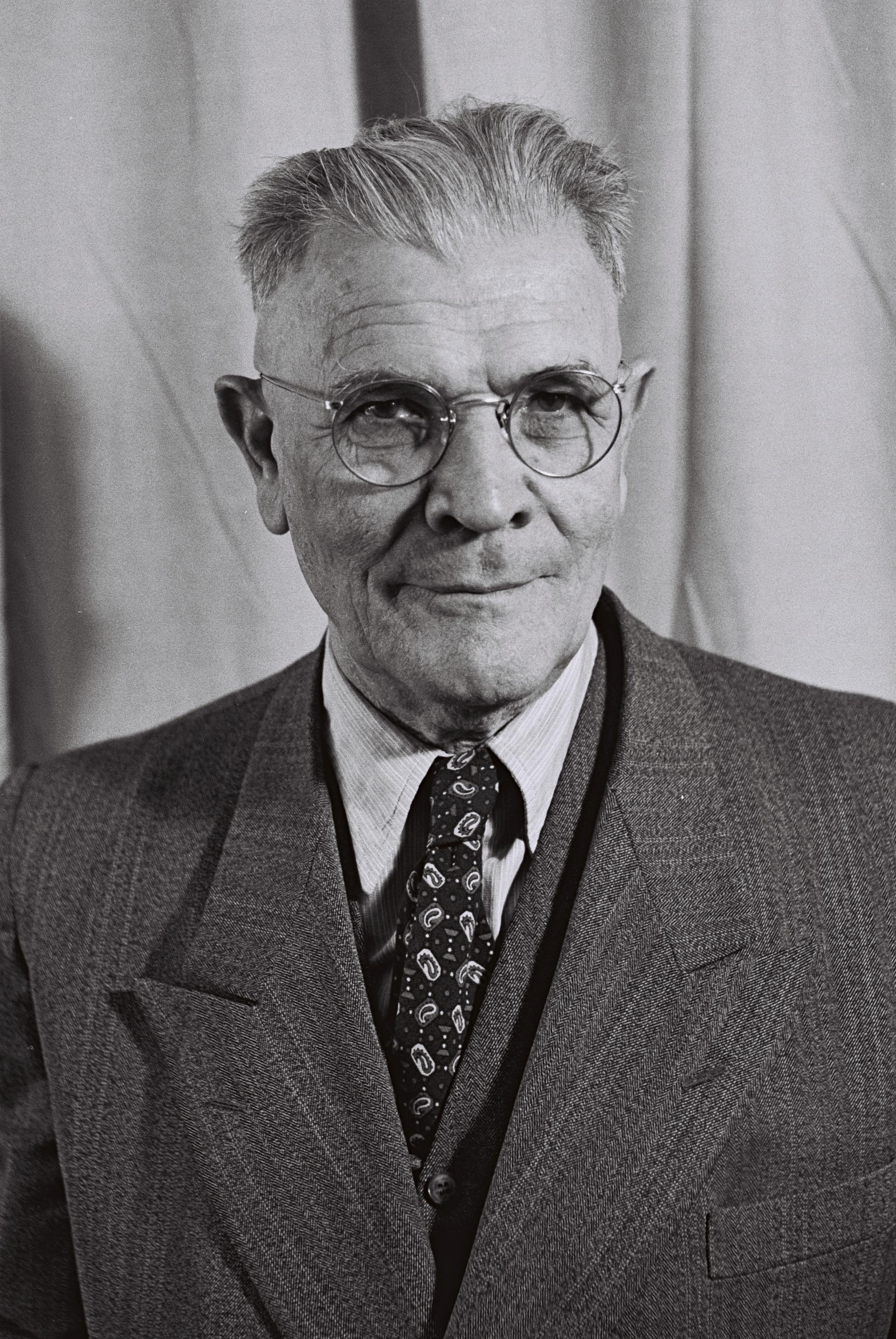
Chaim Boger (1951)

Chaim Boger (hebräisch חיים בוגר; geboren am 25. September 1876 in Tschernihiwka, Taurien, Russisches Reich, als Chaim Bograschow; gestorben am 8. Juni 1963 in Tel Aviv, Israel) war ein israelischer Pädagoge und Politiker, der zwischen 1951 und 1955 Abgeordneter der Knesset für die Allgemeinen Zionisten war.

## Leben
Chaim Boger besuchte im damaligen Russischen Reich ein Gymnasium, studierte mit seinem Vater und seinem Onkel, Rabbiner Aron Bograschow, die Tora und studierte ab 1901 an der Universität Bern bei Ludwig Stein, Alfred Philippson und Karl Marti. Auch in Bern legte er später eine Promotion in Philosophie ab. Danach arbeitete er in russischen Schulen als Hebräischlehrer.
Er gehörte zu den Führungspersonen der Organisation „Zionisten für Zion“, welche dem britischen Uganda-Plan entgegenstand, der einen jüdischen Staat in Ostafrika vorsah. Er wohnte mehreren Zionistischen Kongressen bei und siedelte 1906 in das damals osmanische Palästina über. Er unterstützte die Gründung des Hebräischen Herzlia-Gymnasiums in Tel Aviv, wo er auch als einer der ersten Lehrer unterrichtete und dessen Direktor er von 1919 bis 1951 war.
Nach dem Ersten Weltkrieg gründete er das nach Max Nordau  benannte Nordia-Viertel in Tel Aviv, in dem obdachlose Neueinwanderer ein Zuhause fanden. Von 1921 bis 1930 war er Mitglied der ersten und zweiten jüdischen Repräsentantenversammlung des Mandatsgebietes Palästina sowie Mitglied im Stadtrat von Tel Aviv.
Bei den Wahlen 1951 wurde er über die Liste der Allgemeinen Zionisten in die zweite Knesset gewählt.
Boger starb 1963 und wurde in Tel Aviv beigesetzt; später wurde dort eine Straße nach ihm benannt (Bograshov-Straße).